# Europamästerskap i schack

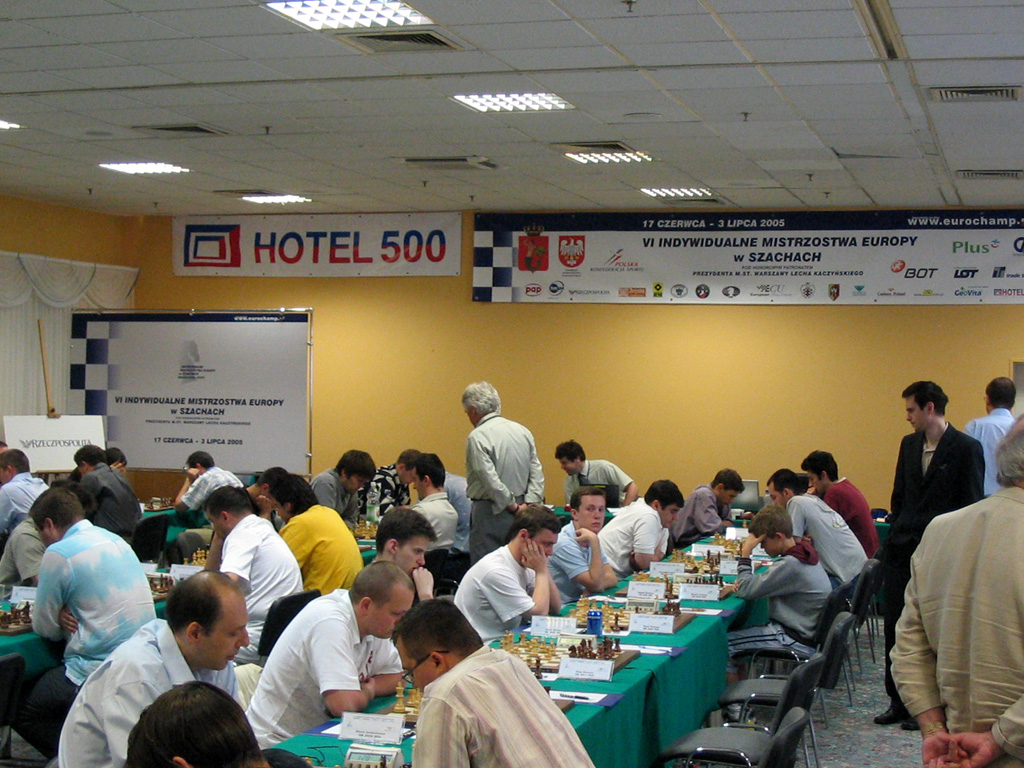
EM 2005 i Zegrze

Europeiska mästerskapet i schack är en årlig schackturnering som sedan 2000 arrangeras av European Chess Union.

## Historia
Den första turneringen som utgav sig för att vara europamästerskap i schack hölls i München 14-26 september 1942, organiserad av Ehrhardt Post, ledaren för det nazistiska Grossdeutscher Schachbund. Eftersom spelare från Tysklands fiender (Sovjetunionen, Storbritannien och Polen) inte kunde delta och inte heller judiska schackspelare har inte denna turneringen fått officiell status som mästerskap. Turneringen vanns av Alexander Aljechin före Paul Keres.

## Resultat

### Herrar

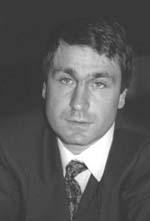
Vasilij Ivanchuk vann 2004 och kom tvåa 2006.

| År   | Plats                    | Guld                         | Silver                     | Brons                       | Spelare/ronder |
| ---- | ------------------------ | ---------------------------- | -------------------------- | --------------------------- | -------------- |
| 2000 | Saint-Vincent, Italien   | Pavel Tregubov (RUS)         | Aleksej Aleksandrov (BLR)  | Tomasz Markowski (POL)      | 120 / 11       |
| 2001 | Ohrid, Makedonien        | Emil Sutovsky (ISR)          | Ruslan Ponomariov (UKR)    | Zurab Azmaiparashvili (GEO) | 203 / 13       |
| 2002 | Batumi, Georgien         | Bartlomiej Macieja (POL)     | Mikhail Gurevich (BEL)     | Sergej Volkov (RUS)         | 101 / 13       |
| 2003 | Istanbul, Turkiet        | Zurab Azmaiparashvili (GEO)  | Vladimir Malachov (RUS)    | Alexander Graf (GER)        | 207 / 13       |
| 2004 | Antalya, Turkiet         | Vasilij Ivantjuk (UKR)       | Predrag Nikolic (BIH)      | Levon Aronian (ARM)         | 74 / 13        |
| 2005 | Zegrze, Polen            | Liviu-Dieter Nisipeanu (ROM) | Teimour Radjabov (AZE)     | Levon Aronian (ARM)         | 229 / 13       |
| 2006 | Kuşadası, Turkiet        | Zdenko Kozul (CRO)           | Vasilij Ivantjuk (UKR)     | Kiril Georgiev (BUL)        | 138 / 11       |
| 2007 | Dresden, Tyskland        | Vladislav Tkachiev (FRA)     | Emil Sutovsky (ISR)        | Dmitrij Jakovenko (RUS)     | 403 / 11       |
| 2008 | Plovdiv, Bulgarien       | Sergei Tiviakov (NED)        | Sergei Movsesian (SVK)     | Sergej Volkov (RUS)         | 323 / 11       |
| 2009 | Budva, Montenegro        | Jevgenij Tomasjevskij (RUS)  | Vladimir Malachov (RUS)    | Baadur Jobava (GEO)         | 306 / 11       |
| 2010 | Rijeka, Kroatien         | Ian Nepomniachtchi (RUS)     | Baadur Jobava (GEO)        | Artyom Timofeev (GEO)       | 408/ 11        |
| 2011 | Aix les Bains, Frankrike | Vladimir Potkin (RUS)        | Radoslaw Wojtaszek (POL)   | Judit Polgar (HUN)          | 393 / 11       |
| 2012 | Plovdiv, Bulgarien       | Dmitry Jakovenko (RUS)       | Laurent Fressinet (FRA)    | Vladimir Malakhov (RUS)     | 348 / 11       |
| 2013 | Legnica, Polen           | Alexander Moiseenko (UKR)    | Evgeny Alekseev (RUS)      | Evgeny Romanov (RUS)        | 286 / 11       |
| 2014 | Yerevan, Armenia         | Alexander Motylev (RUS)      | David Antón Guijarro (ESP) | Vladimir Fedoseev (RUS)     | 257 / 11       |
| 2015 | Jerusalem, Israel        | Evgeniy Najer (RUS)          | David Navara (CZE)         | Mateusz Bartel (POL)        | 250 / 11       |
| 2016 | Gjakova, Kosovo          | Ernesto Inarkiev (RUS)       | Igor Kovalenko (LAT)       | Baadur Jobava (GEO)         | 245 / 11       |
| 2017 | Minsk, Vitryssland       | Maxim Matlakov (RUS)         | Baadur Jobava (GEO)        | Vladimir Fedoseev (RUS)     | 397 / 11       |
| 2018 | Batumi, Georgien         | Ivan Šarić (CRO)             | Radosław Wojtaszek (POL)   | Sanan Sjugirov (RUS)        | 302 / 11       |

### Damer

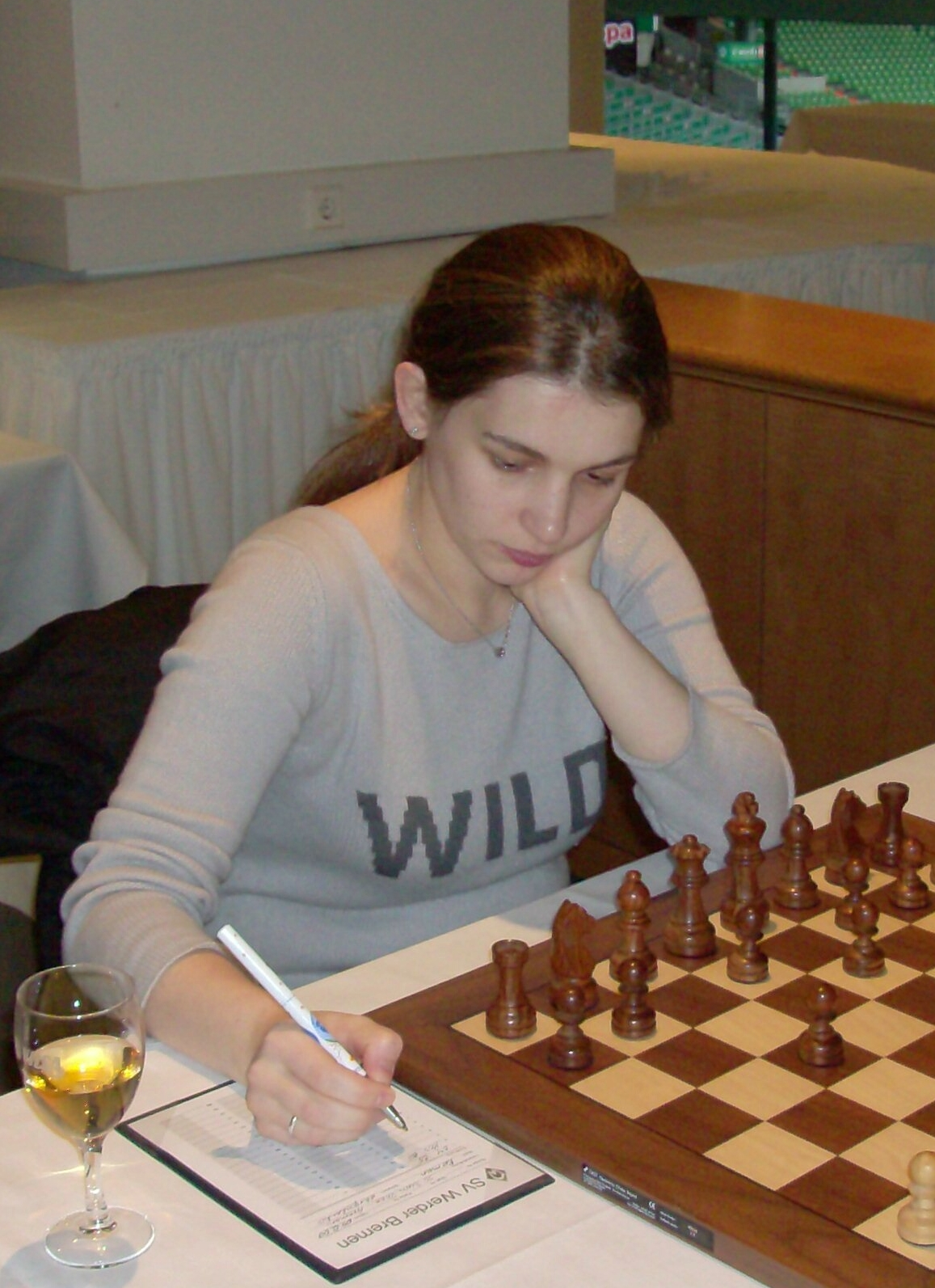
Almira Skriptjenko vann 2001

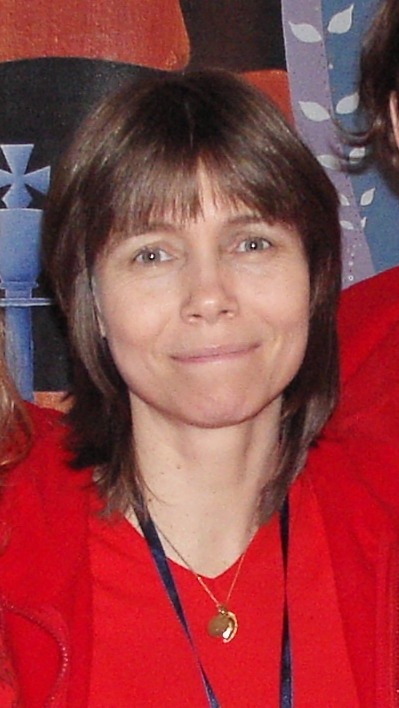
Pia Cramling vann 2003 och 2010

| År   | Plats                      | Guld                       | Silver                        | Brons                                              | Spelare/ronder |
| ---- | -------------------------- | -------------------------- | ----------------------------- | -------------------------------------------------- | -------------- |
| 2000 | Batumi, Georgien           | Natalia Zjukova (UKR)      | Jekaterina Kovalevskaja (RUS) | Maja Tjiburdanidze (GEO) · Tatiana Stepovaja (RUS) | 32 / K.O.      |
| 2001 | Warszawa, Polen            | Almira Skriptjenko (MDA)   | Jekaterina Kovalevskaja (RUS) | Ketevan Arachamia (GEO)                            | 157 / 11       |
| 2002 | Varna, Bulgarien           | Antoaneta Stefanova (BUL)  | Lilit Mkrtjian (ARM)          | Alisa Galliamova (RUS)                             | 114 / 11       |
| 2003 | Istanbul, Turkiet          | Pia Cramling (SWE)         | Viktorija Čmilytė (LTU)       | Tatiana Kosintseva (RUS)                           | 113 / 11       |
| 2004 | Dresden, Tyskland          | Aleksandra Kostenjuk (RUS) | Zhaoqin Peng (NED)            | Antoaneta Stefanova (BUL)                          | 108 / 12       |
| 2005 | Chişinău, Moldavien        | Katerina Lahno (UKR)       | Nadezjda Kosintseva (RUS)     | Yelena Dembo (GRE)                                 | 164 / 12       |
| 2006 | Kuşadası, Turkiet          | Ekaterina Atalik (TUR)     | Tea Bosboom-Lanchava (NED)    | Lilit Mkrtjian (ARM)                               | 96 / 11        |
| 2007 | Dresden, Tyskland          | Tatiana Kosintseva (RUS)   | Antoaneta Stefanova (BUL)     | Nadezjda Kosintseva (RUS)                          | 150 / 11       |
| 2008 | Plovdiv, Bulgarien         | Katerina Lahno (UKR)       | Viktorija Čmilytė (LTU)       | Anna Usjenina (UKR)                                | 157 / 11       |
| 2009 | Sankt Petersburg, Ryssland | Tatiana Kosintseva (RUS)   | Lilit Mkrtjian (ARM)          | Natalia Pogonina (RUS)                             | 168 / 11       |
| 2010 | Rijeka, Kroatien           | Pia Cramling (SWE)         | Viktorija Čmilytė (LTU)       | Monika Socko (POL)                                 | 158 / 11       |
| 2011 | Tbilisi, Georgien          | Viktorija Čmilytė (LTU)    | Antoaneta Stefanova (BUL)     | Elina Danielian (ARM)                              | 158 / 11       |
| 2012 | Gaziantep, Turkiet         | Valentina Gunina (RUS)     | Tatiana Kosintseva (RUS)      | Anna Muzychuk (SLO)                                | 103 / 11       |
| 2013 | Belgrad, Serbien           | Hoang Thanh Trang (HUN)    | Salome Melia (GEO)            | Lilit Mkrtchian (ARM)                              | 169 / 11       |
| 2014 | Plovdiv, Bulgarien         | Valentina Gunina (RUS)     | Tatiana Kosintseva (RUS)      | Salome Melia (GEO)                                 | 116 / 11       |
| 2015 | Tjakvi, Georgien           | Natalia Zhukova (UKR)      | Nino Batsiashvili (GEO)       | Alina Kashlinskaya (RUS)                           | 98 / 11        |
| 2016 | Mamaia, Rumänien           | Anna Ushenina (UKR)        | Sabrina Vega (ESP)            | Antoaneta Stefanova (BUL)                          | 112 / 11       |
| 2017 | Riga, Lettland             | Nana Dzagnidze (GEO)       | Aleksandra Goryachkina (RUS)  | Alisa Galliamova (RUS)                             | 144 / 11       |
| 2018 | Vysoké Tatry, Slovakien    | Valentina Gunina (RUS)     | Nana Dzagnidze (GEO)          | Anna Ushenina (UKR)                                | 144 / 11       |